# Соловьёв, Сергей Михайлович (поэт)
Серге́й Миха́йлович Соловьёв (1885—1942) — русский поэт. Сын переводчика М. С. Соловьёва, внук историка С. М. Соловьёва и А. Г. Коваленской, племянник философа Владимира Соловьёва, троюродный брат Александра Блока, друг Андрея Белого.

## Биография
Детские и юношеские годы Соловьёва прошли в основном в Москве и подмосковном имении Дедово, принадлежавшем его бабушке по материнской линии А. Г. Коваленской. Окружавшая Соловьёва с ранних лет культурная атмосфера, создававшаяся родителями и близкими родственниками, дополнилась в отрочестве дружеским общением с троюродным братом Блоком и Андреем Белым, которое сыграло значительную роль в его духовном становлении.
Когда Сергею Соловьеву было 18 лет, отец его умер, а мать с горя застрелилась.
Окончил Поливановскую гимназию и классическое отделение историко-филологического факультета Московского университета с дипломом I-й степени (1911). В юности дружил с Блоком (17 августа 1903 года Сергей Соловьёв был шафером на свадьбе Блока с Любовью Менделеевой) и Андреем Белым, Блоку подражал в первых стихотворных опытах.
Эталоны подлинно символической поэзии Соловьёв находил почти всегда в прошлом, о чём заявляет в предисловии к сборнику «Цветы и ладан. Первая книга стихов» (М., 1907). «Апрель. Вторая книга стихов. 1906—1909» (М., 1910) отразила «народнические» устремления Соловьёва. «Цветник царевны. Третья книга стихов (1909—1912)» (М., 1913).
В воспоминаниях Белого содержится много подробностей о юности Соловьёва в подмосковном Дедове, принадлежавшем его предкам Коваленским, и о его родственниках. Соловьёв послужил прототипом главного героя романа «Серебряный голубь». Он был последним частным владельцем усадьбы Дедово, разрушенной после революции.
В 1911 году Соловьёв пережил тяжёлую личную драму, вызванную неразделенной любовью к С. В. Гиацинтовой; впал в состояние нервно-психического расстройства и 31 октября покушался на самоубийство, после чего провёл несколько месяцев в психиатрич. лечебнице. После выздоровления сблизился с Татьяной Алексеевной Тургеневой (1896—1966; младшая сестра А. А. Тургеневой, первой жены Белого). 16 сентября 1912 года они обвенчались и отбыли в свадебное путешествие в Италию, впечатления от которого отразились в поэме Соловьёва «Италия» (М., 1914). В ходе заграничного путешествия Соловьёв пришел к осмыслению своей жизни в новой перспективе, под знаком преодоления «декадентского» «искуса», что отразилось в сборнике под знаменательным заглавием «Возвращение в дом отчий. Четвёртая книга стихов. 1913—1915» (М., 1915), посвящённому епископу Дмитровскому Трифону (Туркестанову), сыгравшему значительную роль в духовной эволюции Соловьёва. «Дом отчий» для него — это память детства, родовые истоки и, прежде всего, с этого момента ― лоно церкви.
В октябре 1915 года Соловьёв был принят в Московскую духовную академию (окончил в июле 1918), в ноябре был рукоположён в диаконы, а 2 февраля 1916 — в сан священника. В 1920 году Соловьёв вошёл в общину русских католиков восточного обряда, в ноябре 1923 возглавил общину московских католиков восточного обряда, через три года был назначен вице-экзархом. С 1924 служил в римско-католическом храме Непорочного Зачатия на Малой Грузинской улице. Занимался переводами, преподаванием.
В 1928 году Соловьёв был отстранен от преподавания в государственных учреждениях, в 1929 году после упразднения общины московских католиков, — лишён возможности служить в церкви. В ночь с 15 на 16 февраля 1931 года был арестован по делу о «московской католической общине». В ходе следствия психически заболел. 18 августа 1931 года Коллегия ОГПУ приговорила Сергея Соловьёва к 10 годам исправительно-трудовых лагерей с заменой на высылку в Казахстан. Однако, как психически больной, был направлен в психиатрическую больницу под Москвой. Последние годы жизни Сергея Соловьёва прошли в психиатрической больнице имени Кащенко. Умер от голода в госпитале для душевнобольных в эвакуации в Казани. Его похороны были организованы стараниями эвакуированных в Казань учёных-физиков В. Гинзбурга и Е. Л. Фейнберга.

## Семья
Татьяна Алексеевна Тургенева (1896—1966). Была сотрудницей Литературного музея в Москве.
Дочери:
- Наталья (1913—1995)[8]. В мае 1975 года Наталья Сергеевна приезжала в Дедово[9]. В начале 1990-х годов были изданы ее воспоминания об отце[10].
- Мария (1914—1919)
- Ольга (1916—2001)

## Издания
- Цветы и ладан: Первая книга стихов: (Маслина Галилеи. — Золотая смерть. — Silvae. — Пиэрийския розы. — Песни. — Веснянки). — М.: Тип. т-ва А. И. Мамонтова, 1907. — 225 с. — 500 экз.
- Crurifragium: (Сказка о серебряной свирели. — Сказка о апрельской розе. — Червонный потир. — Три девы. — Веснянка). — М.: Тип. т-ва А. И. Мамонтова, 1908. — XVI, 167 с. — 500 экз.
- Апрель: Вторая книга стихов, 1906—1909 / Обл. А. А. Моргунова. — М.: Мусагет, 1910. — 173 с. — 1000 экз.
- Цветник царевны: Третья книга стихов (1909—1912): (Образ милый. — Розы Афродиты. — Песни. — Поэмы. — Посвящения и мадригалы. — Благословение прошлого. — У ног царевны) / [Обл. Ю. А. Оленина]. — М.: Мусагет, 1913. — XVI, 157 с. — 1000 экз.
- Возвращение в дом отчий: Четвертая книга стихов, 1913—1915: Возвращение в дом отчий. — На рубеже. — Тени античного. — Италия. — Война с Германией. — Раздор князей. — Повесть о великомученице Варваре. — М.: Тип. т-ва И. Н. Кушнерев и Ко, 1916. — 188 с. — 1000 экз.
- Жизнь и творческая эволюция Владимира Соловьёва. Брюссель, 1977. — М., 1997.
- Стихотворения 1917—28 гг. — Солнечногорск, 1999.
- Воспоминания / Сост., подгот. текста и коммент. С. М. Мисочник, В. В. Нехотина: Вступит. ст. А. В. Лаврова. — М., 2003.
- Собрание стихотворений / Сост., подгот. текста и примеч. В. А. Скрипкиной. Послесловие Стефано Гардзонио. — М.: Водолей Publishers, 2007. — 856 с. — (Серебряный век. Paralipomenon). — ISBN 978-5-902312-22-2.